# ۹٫۹۹ دلار
۹٫۹۹ دلار (انگلیسی: $۹٫۹۹) فیلمی استرالیایی، اسرائیلی است که در سال ۲۰۰۸ منتشر شد. از بازیگران آن می‌توان به جفری راش، آنتونی لاپالیا، بن مندلسون و جوئل اجرتون اشاره کرد.

## موضوع فیلم
«دیو پک» ۲۸ ساله به دنبال پاسخی برای یک سؤال فلسفی است.

## جوایز
- نامزد جوایز بهترین کارگردانی و بهترین فیلم از جشنواره آنی